# Chuyển tự Latinh tiếng Hy Lạp
Chuyển tự tiếng Hy Lạp sang ký tự Latinh là một việc cần thiết để viết các tên hay các địa danh dưới dạng tiếng Hy Lạp trong các ngôn ngữ dùng ký tự Latinh, như tiếng Việt. Sự cần thiết này được nhận thấy rõ nhất bởi các người dùng máy tính nhưng không có một bàn phím đặc biệt để gõ ký tự Hy Lạp.

## Bảng chuyển tự
Bảng sau đây liệt kê 4 phương pháp chuyển tự cho tiếng Hy Lạp. Một phương pháp truyền thống, đã được dùng rất lâu, và Phương pháp chuyển tự khoa học (còn có tên là International Scholarly System) là hai phương pháp được dùng cho tiếng Hy Lạp cổ. Phương pháp BGN/PCGN (Board on Geographic Names của Hoa Kỳ và Permanent Committee on Geographical Names của Anh) và phương pháp của Liên Hợp Quốc là hai phương pháp được dùng cho tiếng Hy Lạp hiện đại.
| Phương pháp                      | Truyền thống    | Khoa học        | BGN/PCGN              | Liên Hợp Quốc         |
|                                  | Tiếng Hy Lạp cổ | Tiếng Hy Lạp cổ | Tiếng Hy Lạp hiện đại | Tiếng Hy Lạp hiện đại |
| -------------------------------- | --------------- | --------------- | --------------------- | --------------------- |
| α                                | a               | a               | a                     | a                     |
| β                                | b               | b               | v                     | v                     |
| γ                                | g               | g               | g, y1                 | g                     |
| δ                                | d               | d               | dh, d2                | d                     |
| ε                                | e               | e               | e                     | e                     |
| ζ                                | z               | z, zd           | z                     | z                     |
| η                                | e               | ē               | i                     | i                     |
| θ                                | th              | th              | th                    | th                    |
| ι                                | i               | i               | i                     | i                     |
| κ                                | c               | k               | k                     | k                     |
| λ                                | l               | l               | l                     | l                     |
| μ                                | m               | m               | m                     | m                     |
| ν                                | n               | n               | n                     | n                     |
| ξ                                | x               | x               | x                     | x                     |
| ο                                | o               | o               | o                     | o                     |
| π                                | p               | p               | p                     | p                     |
| ρ                                | r, rh3          | r, rh3          | r                     | r                     |
| σ ς                              | s               | s               | s4                    | s                     |
| τ                                | t               | t               | t                     | t                     |
| υ                                | y               | u               | i                     | y                     |
| φ                                | ph              | ph              | f                     | f                     |
| χ                                | ch              | ch              | kh                    | ch                    |
| ψ                                | ps              | ps              | ps                    | ps                    |
| ω                                | o               | ō               | o                     | o                     |
| Nguyên âm kép11                  |                 |                 |                       |                       |
| αι                               | ae, e           | ai              | e                     | ai                    |
| αυ                               | au              | au              | av                    | av5, af6              |
| ει                               | i               | ei              | i                     | ei                    |
| ευ                               | eu              | eu              | ev                    | ev5, ef6              |
| ηυ                               | eu              | ēu              | iv                    | iv5, if6              |
| οι                               | oe, e           | oi              | i                     | oi                    |
| ου                               | u               | ou              | u                     | ou                    |
| υι                               | ui              | ui              | i                     | yi                    |
| Phụ âm kép                       |                 |                 |                       |                       |
| γγ                               | ng              | ng              | ng                    | ng                    |
| γξ                               | nx              | nx              | nx                    | nx                    |
| γκ                               | nc              | nk              | g7, ng8               | gk                    |
| γχ                               | nch             | nch             | nkh                   | nch                   |
| μπ                               | mp              | mp              | b7, mb8               | b7, mp8               |
| ντ                               | nt              | nt              | d7, nd8               | nt                    |
| Ký tự bổ nghĩa (Tiếng Hy Lạp cổ) |                 |                 |                       |                       |
| ̔                                 | h9              | h9              | (spiritus asper)      | (spiritus asper)      |
| ̓                                 | none            | none            | (spiritus lenis)      | (spiritus lenis)      |
| ͅ                                 | i?              | i?              | (iota subscript)10    | (iota subscript)10    |

Chú ý:
1. trước αι, ε, ει, η, ι, οι, υ, υι.
2. giữa ν và ρ.
3. dùng với spiritus asper.
4. đôi khi được viết hai lần nếu đứng giữa hai nguyên âm (thí dụ, Larissa).
5. trước β, γ, δ, ζ, λ, μ, ν, ρ và nguyên âm.
6. trước θ, κ, ξ, π, σ, τ, φ, χ, ψ và tại cuối của chữ.
7. tại đầu của chữ.
8. tại giữa của chữ.
9. khi dùng với một nguyên âm: viết h trước nguyên âm; khi dùng với ρ: viết thành rh.
10. dưới một nguyên âm dài.
11. ngoại trừ khi có dấu ¨ cho nguyên âm thứ hai.

## Các dấu phụ trong tiếng Hy Lạp
Tiếng Hy Lạp, bắt đầu, là một tiếng đa thanh điệu (polytonic). Qua nhiều thời đại, hệ thống ghi thanh điệu đã được đơn giản hóa dần dần và làm cho các dấu phụ (diacritics) dành cho thanh điệu trở nên không cần thiết. Năm 1982, một phương pháp mới đã được chính thức áp dụng cho tiếng Hy Lạp hiện đại. Trong tất cả các dấu phụ dành cho thanh điệu, chỉ còn dấu ' (dùng để chỉ trọng âm trong một từ đa âm tiết) và dấu ¨ (viết trên nguyên âm thứ hai của hai nguyên âm đứng cạnh nhau để chỉ hai nguyên âm riêng biệt, thay vì một nguyên âm kép) còn được dùng. Cả hai dấu này được dùng trong phương pháp BGN/PCGN và phương pháp của Liên Hợp Quốc. Chỉ có một điểm ngoại lệ: trong các trường hợp αυ, ευ và ηυ dấu chỉ trọng âm được chuyển sang nguyên âm đầu (vì υ có thể được chuyển tự thành v hay f).